# Eden Alene
Eden Alene (Hebreeuws: עדן אלנה, Amhaars: ኤደን አለነ) (Jeruzalem, 7 mei 2000) is een Israëlische zangeres van Ethiopisch-Joodse afkomst.

## Biografie
Alene werd geboren in Jeruzalem als dochter van Ethiopische immigranten. Haar ouders scheidden toen ze twee jaar oud was. 

## Carrière

### The X Factor Israel
In oktober 2017 nam Alene deel aan het derde seizoen van de Israëlische versie van de talentenjacht The X Factor. Ze deed auditie met het nummer Stone Cold van Demi Lovato. In januari 2018 won ze de seizoensfinale.

### Eurovisiesongfestival
Eind 2019 nam ze deel aan het zevende seizoen van HaKokhav HaBa ("De volgende ster"), de Israëlische voorronde voor het Eurovisiesongfestival. Ze won de competitie op 4 februari 2020 en werd daarmee gekozen om Israël te vertegenwoordigen op het Eurovisiesongfestival 2020 in Rotterdam. Het festival werd evenwel geannuleerd. Hierop besloot de Israëlische openbare omroep om Alene te selecteren voor deelname aan het Eurovisiesongfestival 2021. Met Set Me Free haalde ze de finale, waar ze 17de werd op 26 deelnemers.

## Discografie

### Singles
- 2018: Better
- 2019: Save Your Kisses for Me
- 2019: When It Comes to You
- 2020: Feker Libi
- 2021: Set Me Free

1973: Ilanit · 
1974: Poogy · 
1975: Shlomo Artzi · 
1976: Chocolad Menta Mastik · 
1977: Ilanit · 
1978: Izhar Cohen & The Alphabeta · 
1979: Gali Atari & Milk and Honey · 
1981: Hakol Over Habibi · 
1982: Avi Toledano · 
1983: Ofra Haza · 
1985: Izhar Cohen · 
1986: Moti Giladi & Sarai Tzuriel · 
1987: Lazy Bums · 
1988: Yardena Arazi · 
1989: Gili & Galit · 
1990: Rita · 
1991: Duo Datz · 
1992: Dafna Dekel · 
1993: The Shiru Group · 
1995: Liora · 
1998: Dana International · 
1999: Eden · 
2000: Ping Pong · 
2001: Tal Sondak · 
2002: Sarit Hadad · 
2003: Lior Narkis · 
2004: David D'Or · 
2005: Shiri Maimon · 
2006: Eddie Butler · 
2007: Teapacks · 
2008: Bo'az Ma'uda · 
2009: Noa & Mira Awad · 
2010: Harel Skaat · 
2011: Dana International · 
2012: Izabo · 
2013: Moran Mazor · 
2014: Mei Finegold · 
2015: Nadav Guedj · 
2016: Hovi Star · 
2017: Imri Ziv · 
2018: Netta Barzilai · 
2019: Kobi Marimi · 
2021: Eden Alene · 
2022: Michael Ben David · 
2023: Noa Kirel · 
2024: Eden Golan · 
2025: Yuval Raphael
- Gemeinsame Normdatei: 1226882943
- MusicBrainz: 1be7cde4-8c97-4a83-8a85-5fd251da4be8
- Nationale Bibliotheek van Israël: 987007409763705171
- Virtual International Authority File: 35155464891602042187